# Etem

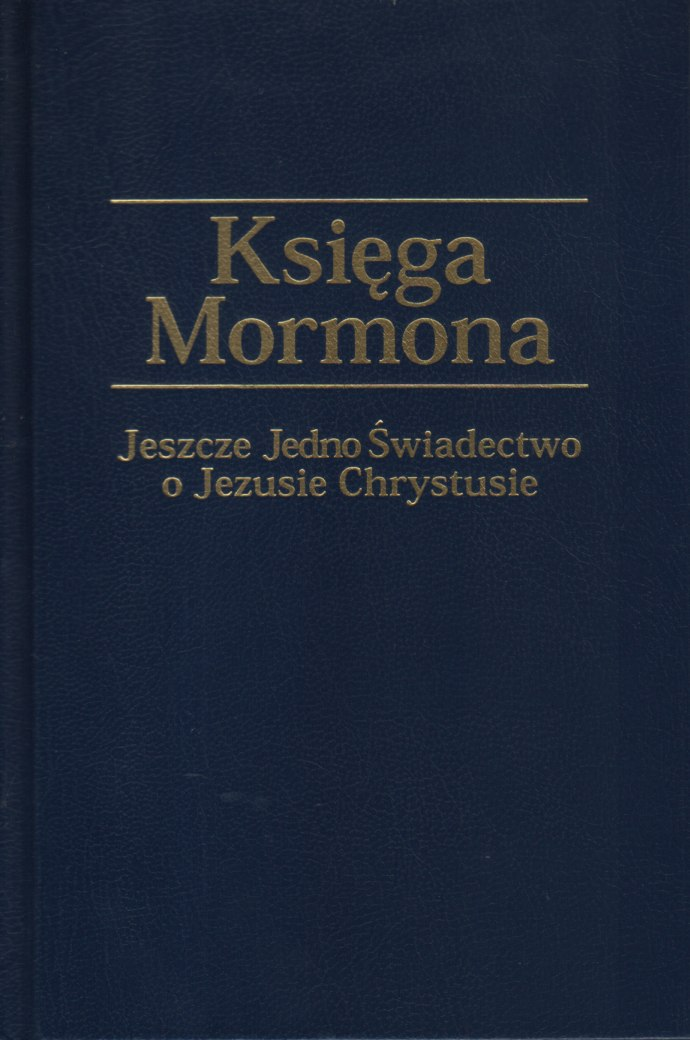
Księga Mormona, jedno z mormońskich pism świętych i jednocześnie źródło przekazu o Etemie

Etem (deseret 𐐀𐐛𐐇𐐣) – w wierzeniach ruchu świętych w dniach ostatnich (mormonów) jeredycki król, syn Ahaha. Informacje na jego temat zawiera będąca częścią mormońskiej świętej księgi Księga Etera. Jego panowanie przynależy do późnego okresu jeredyckiej historii. Miało być naznaczone niegodziwością oraz działalnością proroków nawołujących do pokuty, trwało też do śmierci Etema. Władca jest obiektem spekulacji teologicznych, bywa też wykorzystywany przez mormońskich apologetów. Imię Etem występuje wśród wyznających mormonizm Maorysów.

## Wymowa i pisownia imienia
Wymowa tego imienia wzbudzała pewne zainteresowanie mormońskich badaczy. Zostało ono zresztą ujęte w przewodniku po wymowie, dołączanym do każdego egzemplarza anglojęzycznej wersji Księgi Mormona od 1981.  Źródła wskazują niemniej na znaczną różnicę między wymową preferowaną i powszechną współcześnie a tą z wczesnego okresu kolonizacji terytorium Utah. Pierwotna wymowa, zwłaszcza ta stosowana przez Josepha Smitha, ma pewne znaczenie w badaniach nazw własnych występujących w Księdze Mormona, choć, na gruncie mormońskiej teologii, nie jest w nich czynnikiem decydującym. Do ustalenia wymowy używanej przez Smitha wykorzystuje się między innymi wydanie Księgi Mormona w alfabecie deseret z 1869.
Istnieją wszelako relacje ludzi posługujących w procesie nazywanym przez świętych w dniach ostatnich tłumaczeniem Księgi Mormona, które rzucają światło na to, jak Smith pierwotnie radził sobie z nieznanymi słowami. Hugh Nibley, powołując się na relacje skrybów Smitha, stwierdził, że „nigdy nie wymawiał on takich słów, zawsze poprzestając na ich przeliterowaniu”. Ściśle na gruncie mormońskiej teologii nie próbuje się dociekać pierwotnej wymowy tegoż słowa, podobnie jak nie prowadzi się takowych rozważań wobec słów i nazw nefickich jako takich.
Również na gruncie mormońskiej teologii zauważa się inherentną problematyczność wymowy nazw i imion przynależnych do tej mormońskiej świętej księgi. Ma to wynikać z tego, że żadne z nich nie zostało przekazane Josephowi Smithowi ustnie, z wyjątkiem może imienia Moroniego, który wszak przedstawił się Smithowi w wizji. Z doktrynalnego punktu widzenia sposób, w jaki bohaterowie Księgi Mormona wypowiadali te słowa, pozostał nieznany pierwszemu mormońskiemu przywódcy.
W manuskrypcie oddanym w ręce drukarza odpowiedzialnego za pierwsze wydanie Księgi Mormona (1830) imię to miało formę "Etham" zamiast funkcjonującej w tekście anglojęzycznym "Ethem". W tekście, który zszedł wówczas z prasy drukarskiej, błąd ten poprawiono. Wynikał on prawdopodobnie z niezaakcentowanej ostatniej sylaby słowa. Dotyczył on miejsca, które we współcześnie przyjętej formule podziału na wersety odpowiada jedenastemu wersetowi jedenastego rozdziału Księgi Etera. We wszystkich kolejnych wydaniach występowała konsekwentnie forma "Ethem".

## Umiejscowienie w tekście Księgi Mormona
W ściśle teologicznym sensie relacja o Etemie zawarta jest w partii materiału określanej mianem płyt Mormona, zatem streszczenia większych płyt Nefiego dokonanego przez Mormona. Umieszcza się ją w części tekstu dodanej do płyt Mormona już przez Moroniego. Na treść Księgi Etera, której częścią jest zachowany przekaz o Etemie, składa się streszczenie z dwudziestu czterech złotych płyt Etera, opracowane przez Moroniego właśnie. Na kartach oficjalnych edycji Księgi Mormona, w tym tej obowiązującej od 1981, postać ta wspominana jest w wersetach ósmym i dziewiątym pierwszego rozdziału Księgi Etera, jak również w wersetach jedenastym, dwunastym i czternastym rozdziału jedenastego tej samej księgi. Współcześnie używany system podziału Księgi Mormona na rozdziały i wersy sięga 1879. W jej pierwszym wydaniu bowiem, opublikowanym w 1830, wzmianki o Etemie były częścią rozdziałów pierwszego i czwartego Księgi Etera. Ocenia się, że mówiący o Etemie materiał został spisany 25 i 28 maja 1829.

## Rola w tekście Księgi Mormona
Informacje na temat Etema zawiera, podobnie jak w przypadku innych Jeredytów, Księga Etera. Jego panowanie przynależy do późnego okresu jeredyckiej historii. Zgodnie z przechowaną na kartach Księgi Mormona genealogią był synem Ahaha oraz ojcem Morona. Starszy George Reynolds w swym opublikowanym w 1891  A Dictionary of the Book of Mormon, Comprising Its Biographical, Geographical and Other Proper Names sugerował, jakoby życie tego władcy należało umieścić w VIII wieku p.n.e.. Zgodnie z jednym z komentarzy wynikająca wprost z tekstu źródłowego sugestia, zgodnie którą mógł być jedynie potomkiem Ahaha, nie zaś bezpośrednio jego synem, może być odrzucona na podstawie analizy porównawczej dwóch zawartych w Księdze Etera genealogii.
Jego panowanie było naznaczone niegodziwością. Było jednocześnie momentem, w którym na ziemiach jeredyckich działali liczni prorocy. Przestrzegali oni przed nieuchronną zagładą w przypadku braku pokuty oraz odrzucenia Jezusa Chrystusa. W komentarzach spekulowano też nad okolicznościami objęcia tronu przez Etema, sugerując przynajmniej, że mogły one nie być pokojowe. Panować miał do śmierci. Władzę przejął po nim syn. Spekulowano w komentarzach na temat natury sukcesji po Etemie, sugerując, że – podobnie jak przejęcie władzy pokolenie wcześniej – mogła mieć daleki od pokojowego charakter. Zauważono, że imię syna i następcy Etema jest identyczne z nazwą miasta będącego jeredycką stolicą.

## W mormońskiej teologii oraz w badaniach nad Księgą Mormona
Istnienie Etema nie znalazło potwierdzenia w źródłach zewnętrznych. Językoznawcy związani z Kościołem Jezusa Chrystusa Świętych w Dniach Ostatnich rozważali etymologię imienia tego władcy, nie wskazując wszakże żadnej prawdopodobnej etymologii. Za wątpliwą uznali sugerowaną w przeszłości etymologię semicką. W badaniach nad imionami typowymi dla Księgi Mormona imię Mormon pojawia się zresztą od przeszło stulecia. Już w wydanej w 1909 pracy New Witnesses for God: Part III. The Evidences of the Truth of the Book of Mormon starszy B. H. Roberts posługiwał się imieniem tego monarchy przy wykazywaniu różnicy między jeredyckimi a nefickimi praktykami nazewniczymi.
W ściśle teologicznym sensie można z kolei zauważyć, że badania nad etymologią jeredyckich nazw własnych pozostają w sferze spekulacji. Osiąga się w tym zakresie niemniej pewne rezultaty, zwłaszcza jeżeli przyjmie się, iż niektóre zostały przetłumaczone na język używany przez Nefitów. Stwierdzono przy tym w innym źródle, iż światło na tę kwestię mogłoby także rzucić przekonujące powiązanie Jeredytów z którąś ze znanych kultur starożytnych.
John W. Welch w swoim obszernym komentarzu Księgi Mormona opublikowanym w 2020 zauważył, że Etem występuje w tym tekście dwukrotnie, za każdym razem w określonym porządku. Za pierwszym razem umieszczony jest w porządku genealogicznym, zaczynającym się od Etera, a kończącym się na Jeredzie. Za drugim natomiast pojawia się już chronologicznie, z Jeredem jako protoplastą Jeredytów na początku, a Eterem, prorokiem, kronikarzem i księciem, na końcu. Precyzja owego odwrotnego umiejscowienia Etema w tekście uznana została za niezwykłą, Welch natomiast uznał ją za jeden z przejawów Bożego natchnienia, dzięki któremu Joseph Smith był w stanie przełożyć Księgę Mormona.

## W mormońskiej kulturze
Niezależnie od spekulacji etymologicznych i teologicznych Etem znalazł miejsce w mormońskiej kulturze. Pojawia się choćby w publikowanych przez Kościół materiałach o charakterze rozrywkowym i edukacyjnym, między innymi w magazynie Friend z maja 1987. Imię Etem (w zapisie Eteme) występuje wśród wyznających mormonizm Maorysów.